# Chérif Souleymane
Chérif Souleymane, né le 20 octobre 1944 à Kindia, est un footballeur international guinéen. Il a notamment participé aux Jeux olympiques de 1968.

## Biographie
C'est un aide ingénieur des Arts et Métiers de formation. Il débute au sein du Hafia Football Club et avec le Syli de Guinée en 1965. Il possède aussi la particularité de devenir libéro en fin de carrière.
Il est de nos jours le seul et unique ballon africain de la Guinée Conakry depuis 1972.

## Palmarès
- Vainqueur de la Coupe des clubs champions africains en 1972 avec le Hafia Football Club.
- Champion de Guinée de football en 1972 et 1973 avec le Hafia Football Club.

## Distinctions personnelles
- Ballon d'or africain en 1972